# ۳-متیل‌بوتانوئیک اسید
۳-متیل‌بوتانوئیک اسید (به انگلیسی: 3-Methylbutanoic acid) با فرمول شیمیایی C۵H۱۰O۲ یک ترکیب شیمیایی است. که جرم مولی آن ۱۰۲٫۱۳ g/mol می‌باشد. 